# علي الشابي
علي الشابي ولد في 27 ديسمبر 1934 بتوزر، هو سياسي تونسي.

شغل منصب أول وزير شؤون دينية بين 1992 و1999 في حكومة حامد القروي.

## السيرة الذاتية

### العائلة والتكوين
ينتمي علي لنفس عائلة الشاعر أبو القاسم الشابي الموسعة. أمضى طفولته في توزر. درس بعدها في جامعة الزيتونة في تونس العاصمة وتخرج منها في 1956، ثم انتقل إلى القاهرة، أين انضم إلى كلية الآداب (جامعة القاهرة)، فتحصل فيها على الليسانس في الآداب سنة 1960 ثم الدكتوراه في 1965.

### السيرة المهنية والسياسية
بين 1961 و1965، عمل كأستاذ في التعليم الثانوي، قبل أن يعمل كأستاذ في كلية الشريعة وأصول الدين في تونس حتى 1988، تاريخ تعيينه مديرا لها حتي 1989. بين 1989 و1990، ترأس جامعة الزيتونة. 

شارك في الانتخابات التشريعية التونسية 1989 وفاز بمقعد عن حزب التجمع الدستوري الديمقراطي في دائرة بن عروس الانتخابية، وبقي في هذا المنصب حتى انتهاء الولاية في 1994. 

أثناء مدة نيابته، عين في 3 مارس 1990 ككاتب دولة لدى الوزير الأول مكلف بالشؤون الدينية في حكومة حامد القروي، قبل أن يصبح في 9 مارس 1992 أول وزير للشؤون الدينية في تونس، وبقي علي رأس الوزارة حتى 17 نوفمبر 1999.

ترأس بعدها المجلس الإسلامي الأعلى بين 1999 و2005. 

في 2010، نشر مذكراته تحت عنوان صدى الذكريات عن دار نقوش عربية للنشر.

## الحياة الخاصة
علي الشابي متزوج وله ثلاثة أبناء.

## مؤلفاته
- صدى الذكريات، دار نقوش عربية للنشر، تونس العاصمة، 252 صفحة، 2010 (ردمك 978-9938-801-20-0).
- الشاعر الفذ أبو القاسم الشابي: أشواق وإشراق، دار نقوش عربية للنشر، تونس العاصمة، 202 صفحة، 2016 (ردمك 978-9938-07-159-7).